# Zwölferleitn
Zwölferleitn ist ein Drama der Regisseurin und Autorin Fentje Hanke aus dem Jahr 2022 mit Manuel Mairhofer und Marianne Pardeller in den Hauptrollen. Im Januar 2023 feierte der Film seine TV-Premiere im ARD / BR.

## Produktion
Das Drama Zwölferleitn wurde in Sautens (Ötztal) und Umgebung gedreht.
Ausgehend von einem bestehenden Motiv, wurde der Stoff rund um die Sautener Fasnacht entwickelt.
Zwölferleitn feierte seine Premiere im April 2022 bei der Diagonale in Graz. Ebenfalls lief der Film auf dem Barcelona Indie Filmmakers Festival (BARCIFF).